# Festa Major del Mas Guimbau – Can Castellví
La Festa major del Mas Guimbau – Can Castellví se celebra la primera setmana de setembre al petit nucli de Mas Guimbau - Can Castellví, situat al barri de les Planes, al cor de la serra de Collserola, al districte de Sarrià - Sant Gervasi de Barcelona. Organitza la festa llassociació de veïns, juntament amb entitats i comerciants. Durant tres dies el barri es converteix en l'escenari d'un gran nombre d'activitats per a tothom, com ara concerts i balls, campionats esportius, àpats populars, activitats infantils i la tradicional cantada d'havaneres. Un dels actes destacats és la Cantada d'havaneres de la plaça del barri, amb un grup convidat que interpreta les més populars. No hi manca una degustació de rom cremat per a tots els assistents.